# Emausaurus ernsti
Emausaurus ernsti (Haubold, 1990) era un dinosauro erbivoro che visse all'inizio del  Giurassico inferiore (Toarciano, 183-182 milioni di anni fa). Antenato di creature come lo stegosauro.
Il suo nome significa "lucertola dell'Ernst-Moritz-Arndt-Universität (EMAU)" perché il luogo del ritrovamento era vicino a quell'università.

## Descrizione
Il dinosauro aveva una dieta erbivora, un peso di 227 kg, un'altezza di 60 cm e una lunghezza di 2 m. Esso era dotato di una corazza con placche e camminava su 4 zampe. A causa dei pochi resti gli studiosi si sono basati sopra lo scheletro del suo antenato, lo Scelidosaurus. Da questo conclusero che camminava su tutte e quattro le potenti zampe, gli arti posteriori erano più lunghi di quelli anteriori quindi la sua altezza maggiore era al bacino. I suoi denti a forma di foglia e il suo becco a forma di corno erano l'ideale per mordicchiare la tenera vegetazione del tempo. 

### Corazza
File di squame molto dure proteggevano il corpo dell'Emasaurus dai morsi dei predatori carnivori.

### Zampe posteriori
Per il dinosauro e la sua struttura (piccolo ma pesante) occorrevano zampe adatte, in particolare ampie e forti. Visto che il suo habitat preferito era la palude, probabilmente gli servivano anche per non sprofondare.

## Ritrovamenti
Resti di colate laviche nel sottosuolo del Meclemburgo-Pomerania Anteriore in Germania hanno rivelato dei fossili del dinosauro.